# Jagdpanzer IV
Jagdpanzer IV (Sd.Kfz.162) – niemieckie działo pancerne z okresu II wojny światowej. Powstało jako nowa, zmodyfikowana wersja pojazdu StuG III na podwoziu czołgu PzKpfw IV.

## Produkcja
Pojazd oznaczony jako L/48 (z armatą 7,5cm PaK 39 L/48) produkowany był od stycznia do listopada 1944 przez zakłady Vomag w Plauen (wyprodukowano ok. 769 egzemplarzy). W sierpniu 1944 weszły do produkcji nowe wersje -  IV/70(V) (projektu zakładów Vomag) i IV/70(A) projektu Alkett (obie nosiły też oznaczenie Sd.Kfz.162/1). Uzbrojone były w czołgową wersję armaty 7,5 cm PaK 42 L/70. Za produkcję nowej wersji odpowiedzialne były zakłady Vomag oraz Nibelungenwerke w St. Valentin w Austrii. Od sierpnia 1944 do kwietnia 1945 w zakładach Vomag wyprodukowano łącznie ok. 930-940 pojazdów w wersji IV/70 (V), w zakładach Nibelungenwerke wyprodukowano do marca 1945 tylko 278 pojazdów w wersji IV/70(A).
W oparciu o ten pojazd skonstruowano w RFN podobny niszczyciel czołgów: Kanonenjagdpanzer - w latach 1966–1967 wyprodukowano w sumie 770 sztuk.

## Konstrukcja
Do konstrukcji Jagdpanzer IV użyto podstawowego podwozia i napędu czołgu PzKpfw IV, jedynie w przedniej części kadłuba pionową płytę (50 mm) pancerza zastąpiono dwiema (50–60 mm) tworzącymi ostry klin. Dodatkowo zmieniono położenie niektórych elementów we wnętrzu kadłuba: zbiorników paliwa, amunicji oraz włazu ewakuacyjnego. Usunięto także (zbędny w tego rodzaju konstrukcji) napęd wieżyczki.
Działo, wizjer oraz dwa karabiny maszynowe MG 42 zostały zamontowane w przedniej płycie kadłuba. Zakres wychyłu działa w pionie wynosił +15/-8 stopni. Boczny pancerz miał 30 mm grubości (w późniejszym czasie pancerz przedni pogrubiono do 80 mm, a boczny do 40 mm). Wiele pojazdów wyposażono także w boczne ekrany dodatkowo chroniące pojazd przed pociskami.
W późniejszym czasie zastosowano kilka poprawek, oprócz zwiększenia grubości pancerza, usunięto z lufy armaty hamulec wylotowy, jeden z karabinów itp. Wiele pojazdów zostało także pokrytych Zimmeritem.

## Historia operacyjna
Niszczyciele czołgów typu Jagdpanzer IV przydzielano do jednostek zmechanizowanych (w tym Dywizji Grenadierów Pancernych) od 17 marca 1944. Pierwsze działania bojowe pojazdy podjęły we Włoszech w ramach Dywizji Spadochronowo-Pancernej "Hermann Göring", następnie na froncie wschodnim, w ramach 4. i 5. Dywizji Pancernej. Tuż przed aliancką inwazją w Normandii 62 takie pojazdy znalazły się w stacjonujących tam dywizjach niemieckich. Największą ich liczbę (137 sztuk) użyto podczas ofensywy w Ardenach. Końca wojny doczekało w sumie około 285 pojazdów.

## Wersje rozwojowe
- Befehlswagen IV – pojazd dowodzenia ze specjalną radiostacją obsługiwaną przez dodatkowego członka załogi - radiooperatora.